# Ulrich Filler
Ulrich Filler (* 23. August 1971 in Wuppertal) ist ein deutscher römisch-katholischer Theologe, Autor und Priester.

## Leben
Er besuchte von 1978 bis 1982 die Katholische Grundschule in Menninghausen (Remscheid-Süd) und von 1982 bis 1991 das Ernst-Moritz-Arndt-Gymnasium (Remscheid). Von 1991 bis 1996 studierte er die katholische Theologie in Bonn und Augsburg. Im Priesterseminar Köln wurde er von 1996 bis 1999 ausgebildet. Von 1999 bis 2004 war er Kaplan in der Pfarrei St. Nikolaus von Tolentino (Rösrath), von 2004 bis 2013 zunächst Kaplan, später Pfarrvikar im Seelsorgebereich Grevenbroich-Elsbach/Erft. Seit 2013 ist er Pfarrvikar in der Kölner Pfarrei St. Hubertus (Köln-Flittard) und St. Mariä Geburt (Köln-Stammheim). Von 2003 bis 2010 war er Mitglied der Liturgiekommission des Erzbistums Köln. Seit 2005 engagiert er sich bei Radio Horeb. Seit 2015 ist er der Kölner Diözesanleiter der Unio Apostolica.   

## Schriften (Auswahl)
- Liturgie – Das Herz der Kirche. Fe-Medienverlag, Kißlegg 2004, ISBN 3-928929-42-9.
- Jenseits der Klischees – 36 Katholische Antworten. Fe-Medienverlag, Kißlegg 2005, ISBN 3-928929-51-8.
- Zerbrochene Herzen heilen. Neue Zugänge zur Beichte. Fe-Medienverlag, Kißlegg 2006, ISBN 978-3-939684-75-6.
- Freiheit – Der Weg der zehn Gebote. Fe-Medienverlag, Kißlegg 2008, ISBN 978-3-939684-21-3.
- Himmel – Hölle – Fegefeuer – Was geschieht uns nach dem Tod?. Fe-Medienverlag, Kißlegg 2010, ISBN 3-928929-64-X.
- Leckerbissen. 20 rabenschwarze Häppchen. Fe Medienverlag, Kißlegg 2012, ISBN 978-3-86357-037-8.
- Deine Kirche ist ja wohl das Letzte! Fragen – Argumente – Standpunkte. Fe-Medienverlag, Kißlegg 2015, ISBN 3-928929-20-8.
- Geschichte einer großen Sehnsucht. Ein Porträt der hl. Schwester Maria Faustyna Kowalska. Fe-Medienverlag, Kißlegg 2016, ISBN 3-928929-79-8.
- Fatima – Geschenk und Geheimnis. Fe-Medienverlag, Kißlegg 2017, ISBN 978-3-86357-176-4.